# Stefan Lex
Stefan Lex (Erding, 27 novembre 1989) è un allenatore di calcio ed ex calciatore tedesco, di ruolo attaccante, vice allenatore del Monaco 1860.

## Carriera
Inizia la propria carriera calcistica nell'FC Eitting. Nel 2009 passa ai professionisti firmando per il Buchbach. Nel gennaio del 2013 si trasferisce al Greuther Fürth, dove però non trova spazio venendo relegato in seconda squadra. L'anno seguente firma per l'Ingolstadt 04. Debutta in seconda divisione il 14 febbraio 2014 contro il Monaco 1860. Nella sua stagione d'esordio colleziona otto presenze in campionato.
Il 10 agosto 2014 segna il suo primo goal con i rossoneri, nella partita di campionato contro il Darmstadt. Il 17 maggio 2015 è invece decisivo nella vittoria per 2-1 contro il RB Lipsia. Con i suoi contributi aiuta l'Ingolstadt ad ottenere la prima storica promozione in Bundesliga, in seguito al primo posto nella serie cadetta tedesca.

## Palmarès

### Club

#### Competizioni nazionali
- Campionato tedesco di seconda divisione: 1

Ingolstadt 04: 2014-2015
- Fußball-Regionalliga: 1

Monaco 1860: 2017-2018 (girone Baviera)